# Сан-Роман-ду-Коронаду
Сан-Роман-ду-Коронаду (порт. São Romão do Coronado)  —  район (фрегезия) в Португалии,  входит в округ Порту. Является составной частью муниципалитета  Трофа. Находится в составе крупной городской агломерации Большой Порту. По старому административному делению входил в провинцию Дору-Литорал. Входит в экономико-статистический  субрегион Аве, который входит в Северный регион. Население составляет 4150 человек на 2001 год. Занимает площадь 3,51 км².